# Parrya
Genre
Classification phylogénétique
Parrya est un genre de spermatophytes à fleurs appartenant à la famille des brassicacées. Il possède 80 espèces.

## Quelques espèces
| - Parrya ajanensis - Parrya alba - Parrya albida - Parrya angrenica | - Parrya arabidiflora - Parrya arctica - Parrya arenicola - Parrya asperrima |

## Taxonomie
- Parrya ciliaris Bureau & Franch. (1891), découverte en Chine occidentale au Tibet méridional a été renommée en 1912 en Solms-Laubachia pulcherrima Muschl. ex Diels[1],[2]